# Córrego do Feijão
Córrego do Feijão é um bairro rural do município brasileiro de Brumadinho, no estado de Minas Gerais. A localidade pertence ao distrito-sede do município. No último censo demográfico, foram contados 415 residentes no bairro.
Foi oficializado como bairro em 2004, no entanto suas origens remontam às décadas anteriores. Algumas de suas edificações preservavam a arquitetura da época. Segundo relatos de moradores seu nome se deve a um caminhão carregado de feijão que caiu sobre o principal curso hídrico local no passado.

## Desastre em 2019
O rompimento da barragem de Brumadinho foi um desastre ambiental ocorrido no município brasileiro de Brumadinho, a 65 km da capital mineira, Belo Horizonte, no início da tarde do dia 25 de janeiro de 2019. Rompeu-se uma barragem de rejeitos de mineração controlada pela Vale S.A., construída no ribeirão Ferro-Carvão, na localidade de Córrego do Feijão.
O acidente assemelha-se ao desastre do rompimento de barragem em Mariana, também controlada pela Vale, a menos de 200 quilômetros de Brumadinho. O presidente da Vale, em entrevista coletiva, salientou que, diferente de Mariana, na tragédia de Brumadinho "o dano humano será maior".